# Hylotelephium telephium
Hylotelephium telephium – gatunek rośliny z rodziny gruboszowatych (Crassulaceae). Występuje w strefie umiarkowanej Europy i Azji. Obejmuje dwa podgatunki, z których typowy subsp. telephium jest szeroko rozprzestrzeniony (choć nieobecny w Polsce), natomiast drugi – subsp. fabaria rośnie w środkowo-wschodniej Europie, w tym w Polsce, gdzie zwany jest rozchodnikiem karpackim.

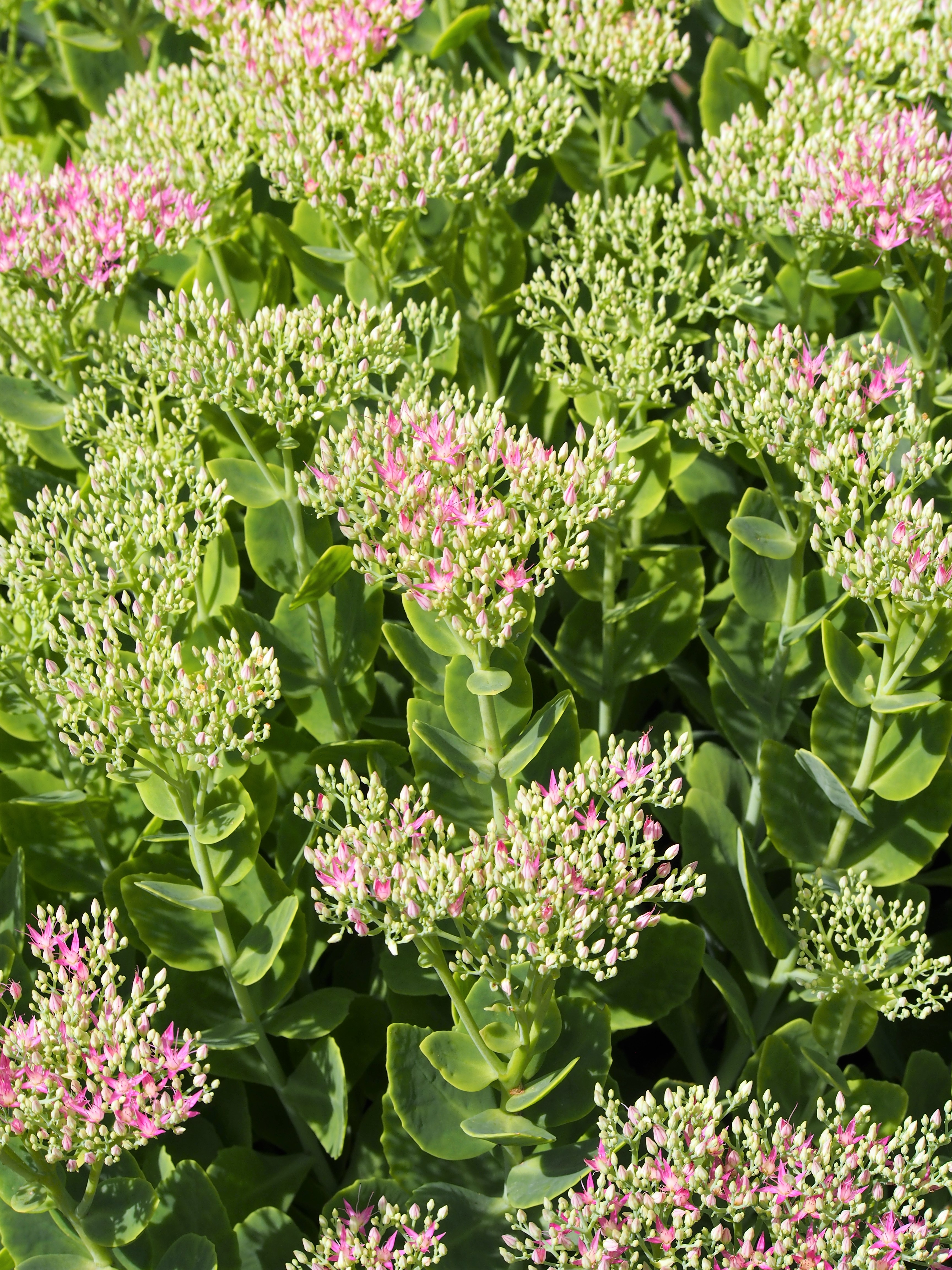
Kwiatostany podgatunku typowego